# Yli-Soppananjärvi
Yli-Soppananjärvi är en sjö i Finland. Den ligger i kommunen Ranua i landskapet Lappland, i den norra delen av landet, 700 km norr om huvudstaden Helsingfors. Yli-Soppananjärvi ligger 184,5 meter över havet. Arean är 84,5 hektar och strandlinjen är 4,46 kilometer lång. Sjön  ingår i Simo älvs huvudavrinningsområde. 